# 자본주의
자본주의(資本主義, 독일어: Kapitalismus, 프랑스어: capitalisme, 영어: capitalism)는 재화의 사적 소유권을 개인이 가지는 자유의지에 반하거나 법률에 의하지 않는 방법으로는 양도 불가능한 사회 구성원의 기본권으로 인정하는 사회 구성체이다. 또는, 사회주의적 관점에서 볼 때 생산 수단을 가진 자본가 및 기업가 계급이 그 이익 추구를 위해 생산 활동을 제한적으로 보장하는 사회적 경제 체제로 정의 하기도 한다. 재화의 사적 소유권에 대한 인정은 곧바로 재화의 매매, 양도, 소비 및 이윤의 처분 등에 대한 결정을 개인에게 일임한다. 인류가 가진 이윤추구를 극대화하여 사회 발전의 동력으로 삼는 자본주의 경제 체계에서는 상품 또는 용역의 가격, 투자, 분배 등이 주로 시장 경제를 통해 이루어진다. 초기 정통적인 자본주의는 시장에만 모든 경제를 맡기는 것을 강조하면서 힘의 우위에 있는 자에 의해 지배가 이루어지는 약육강식으로 인하여 정글 자본주의라는 비판을 받기도 하였다. 그로 인해 수정자본주의 분파나 케인스주의, 독일어권 국가들의 사회적 시장경제 분파는 정부의 역할을 어느정도 활용하는 방식을 사용하고 있으며, 현대 자본주의 국가에서는 시장의 자유를 국가가 사회적으로 일부 제한한다.
고대에 이미 일부 자본주의적 특징을 보이는 조직이 존재 하였는데 중세 말에는 상업 자본이 발달 하였으나, 현대 자본주의 경제 체제의 제도들은 대부분 16세기에서부터 19세기까지 영국에서 발달한 것들이다. 서양에서는 봉건 제도의 종식과 함께 자본주의가 지배적인 사회 구성체로 자리 잡았다. 20세기에 이르러 전 세계적인 산업화가 일어났고 자본주의가 세계 전체에서 지배적인 경제 체제로 자리 잡았다.
자본주의는 세계 각지의 정치, 경제, 문화, 사회적 상황에 따라 다양한 방식으로 수정되고 발전해 왔으며, 사회주의와 혼합 경제를 이루기도 하였다. 20세기에 걸쳐 자본주의는 마르크스주의와 같은 공산주의 국가 경제 체제와 대립했다. 이 과정에서 자본주의의 약점을 가리고 이념적 선동 효과를 극대화하기 위해 자본주의 대신 자유를 사용하였다.

## 관점
자본주의에 대한 개념은 시간에 따라 진화하여 왔다. 시장, 재산권, 투자 등과 같은 자본주의의 하위 요소 역시 시대에 따라 그 개념이 변화하여 왔다.

### 고전파 경제학

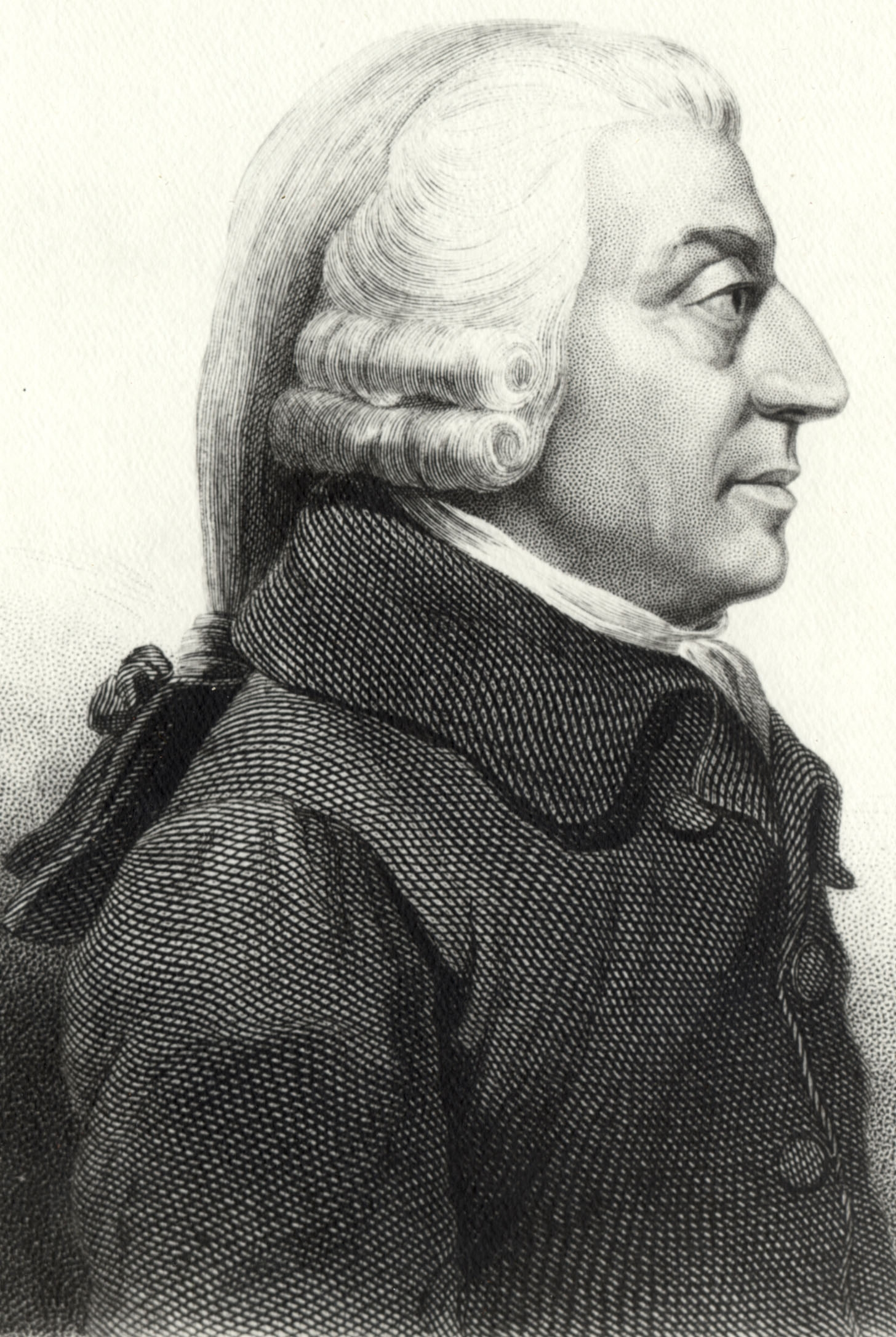
고전경제학의 대표적 이론가, 애덤 스미스

애덤 스미스로 대변되는 고전파 경제학은 자본주의에 대한 개념을 정립시킨 경제 사상으로 평가되고 있다. 흄과 같은 초기 사상가들과 더불어 스미스를 비롯한 데이비드 리카도, 장바티스트 세, 존 스튜어트 밀과 같은 고전경제학자들의 생산, 분배, 교환 등에 대한 이론은 오늘날까지도 자본주의 경제의 기반이 되고 있다.
스미스는 본래 도덕철학을 먼저 전공한 학자로서 1776년 국부론을 집필하기에 앞서 1759년에 도덕철학을 기반으로 하는 도덕감정론을 집필하였다. 스미스는 도덕감정론이 국부론보다 중요하다고 보았다. 당연히 고전경제학의 기반이 되는 국부론 역시 도덕철학을 기반으로 저술하였고, 국부론에서 등장하는 보이지 않는 손이나 자유경제등의 원 개념은 현 시대까지 통용되면서 대중적 이미지가 다소 변질된 면이 있다. 통상적으로 시장에서 도덕을 다루는 것은 이윤추구에 도움이 되지 않는다고 여기는 것이 현대자본주의주체들의 기본 맥락이라고 한다면, 스미스의 국부론은 이윤추구나 사적이익이 궁극적 목적이 아닌 수단임을 전제로 하고 있다. 그러한 자유시장은 사회자원의 적절한 배분이 목적이다. 자본주의는 더 살기 좋은 세상, 사람이 더 잘 사는 복지사회를 만드는 수단이자 도덕철학을 모든 학문의 근본에 두었던 스미스의 철학이었다. 근대 자본주의가 신자유주의를 생산하는 과정에서 자본주의의 왜곡과 폐단을 지적하는 편에서는 스미스의 국부론과 함께 도덕감정론에서 자본주의의 원형을 찾기도 한다.
국부론을 통해 중상주의를 비판하면서 "자유방임 체계"를 옹호하였다. 이로 인해 스미스는 고전경제학의 아버지로 불린다. 스미스는 오늘날에도 자주 인용되고 있는 "보이지 않는 손"이라는 말로 시장의 기능을 설명하였고, 절대 우위의 개념을 들어 무역의 이점을 설명했다. 한편, 리카도는 1817년 《정치경제학 및 세무 개론》을 출간하여 비교 우위의 개념을 통해 무역의 이점을 설명하고 자유 무역을 지지하였다. 고전경제학은 세의 법칙을 근거로 공급 중심의 경제 정책을 주장하였다.
고전경제학은 자유주의적 신념에 따라 정부의 시장 관여를 최소한으로 제한하는 자유방임을 주장하였다. 이러한 주장은 정부의 역할을 야간 방범 정도로 제한하는 이른바 야경국가'로 제한하였다.

### 마르크스주의 경제학

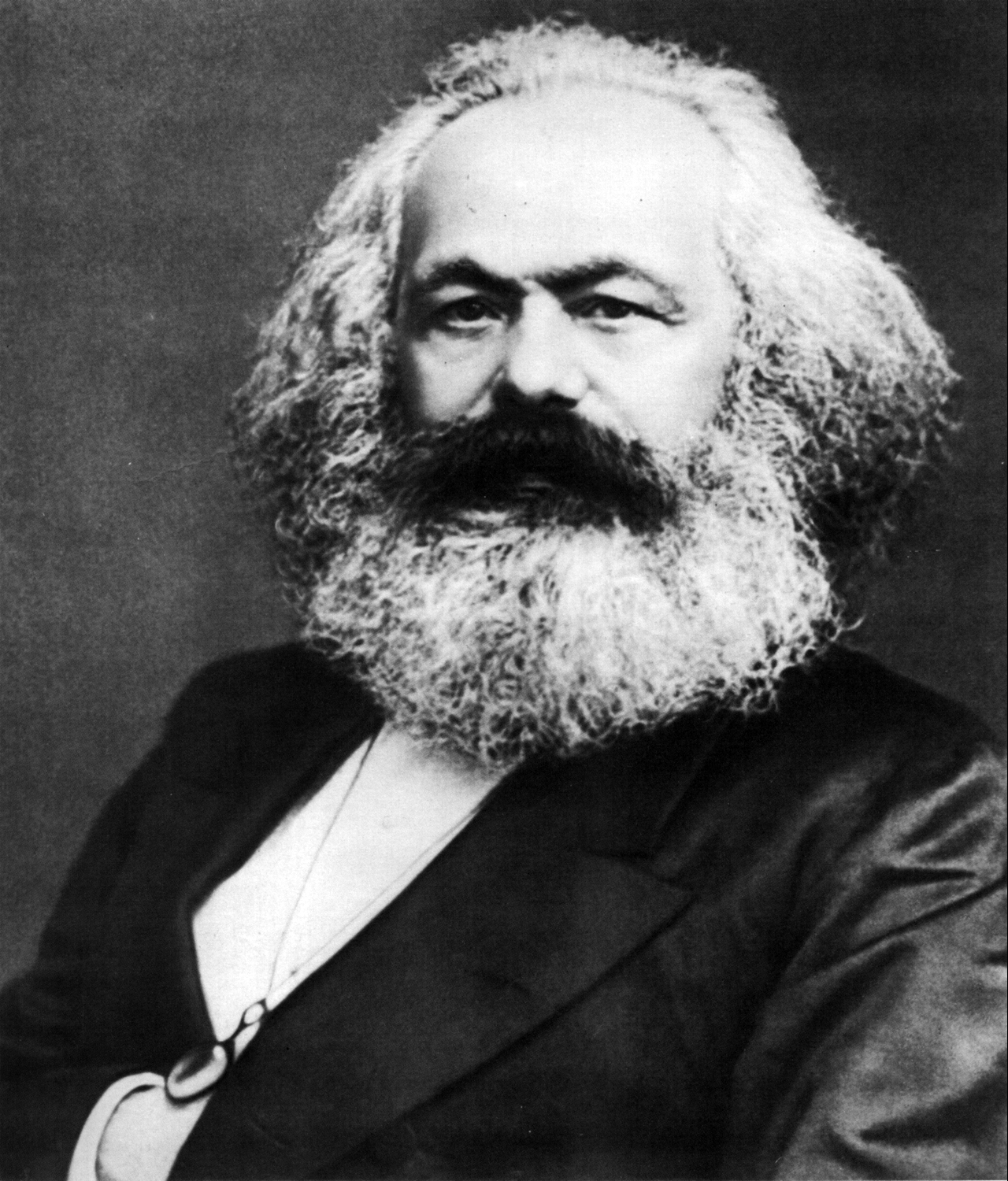
카를 마르크스

마르크스는 자본주의에 대한 대표적인 비판가이다. 그는 1848년 《공산당 선언》을 프리드리히 엥겔스와 공저로 발표한 이래 자본주의의 문제점을 비판하였으며 영국으로 망명한 후 고전파 경제학의 연구에 몰두하여 이를 비판한 《자본론》을 집필하였다.
마르크스는 저서 《자본론》에서 자본주의란 생산 과정에서 사적 생산관계를 기반으로 하여 생산물을 소유하고 통제하는 생산양식으로 정의하였다. 마르크스의 역사적 유물론은 역사상에 존재하는 생산양식은 자체 모순에 의해 붕괴를 거듭해 왔으며 자본주의 역시 이러한 역사적 생산양식 중의 하나라고 주장하였다. 마르크스는 이러한 정의(定義)에 따라 자본주의 체제에서 존재하는 계급이 생산수단의 소유를 기준으로 부르주아지와 프롤레타리아으로 양분된다고 보았다. 마르크스는 고전경제학이 주장하는 자유가 재산권의 자유만을 의미할 뿐, 노동자에게는 일하지 않으면 굶주릴 자유에 불과하다고 혹평하였으며, 토머스 로버트 맬서스의 《인구론》이 말하는 잉여 인구란 자본주의의 유지를 위해 필수적인 잉여 노동(값싼 노동력을 확보하기 위한 산업예비군)일 뿐이라 비판하였다.
마르크스 경제학의 고전경제학에 대한 비평은 흔히 "시장의 보이지 않는 손은 정부의 보이는 주먹에 의해 유지된다."는 말로 요약된다.
마르크스주의 경제학은 마르크스의 주장을 기초로 하는 경제학이다. 화폐, 가치, 독점, 생산관계, 자본주의 단계론 등이 주요 논점이며 루이 알튀세르 등의 학자가 널리 알려져 있다.

### 베버의 경제학

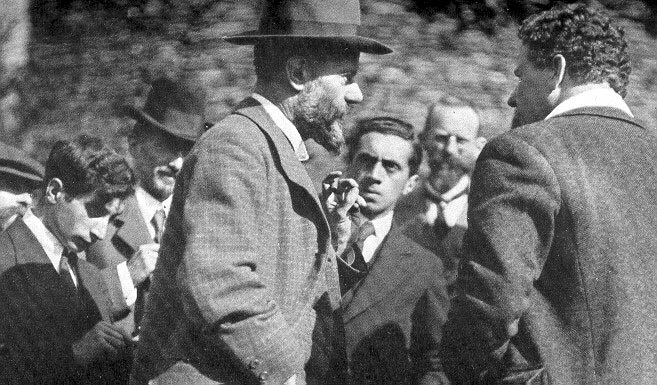
1917년의 막스 베버

사회 과학의 몇몇 분야는 19세기 독일의 사회 이론가 베버로부터 깊은 영향을 받았다. 베버는 생산보다는 시장과 교환이 자본주의의 본질적 요소라고 주장하였다. 베버는 길드에 속한 장인과 도제의 관계나 장원의 영주와 농노의 관계와 같은 노동 체제를 근간으로 하는 자본주의 이전의 경제 체제에 비해, 자본주의가 보다 능률적이고 높은 생산성을 이룰 수 있는 근거로 시장과 교환을 들었다.
베버는 1904년에서 1905년 사이에 집필된 베버의 저서 《개신교 윤리와 자본주의 정신》을 통해 자본주의가 전통적인 경제 활동의 양상을 어떻게 변화시켰는지에 대해 기술하고 있다. 이 책에서 베버는 전통적인 경제 체제에 대항하여 자본주의적인 교환이 이루어지고 근대 자본주의로 발전할 수 있었던 원인으로 합리성을 추구하는 "정신"을 들었다. 이러한 정신이 사회 전반에 점차 확산되어 법률, 임노동의 자유 등이 확산되고 공공의 영역과 사생활이 명확히 구분되게 되었다(노동자의 삶에서 집과 작업장이 분리됨으로써)는 것이다. 따라서 베버는 마르크스와 달리 자본주의의 형성이 생산 수단의 변화가 아닌 정치적 문화적인 영역에서 새로운 "정신"으로 무장한 기업가의 등장이 주된 원인이라고 주장한다. 베버는 이러한 정신이 개신교, 특히 칼뱅주의와 깊은 연관이 있다고 보았다.
베버에게 자본주의는 인간의 역사상 가장 발달한 경제 체계였으며 이러한 이유로 사회주의에 대해 반대하였다. 또한 베버는 관료제, 주식회사와 같은 현대 사회의 특징이 자본주의의 발전에 의해 갖추어졌다고 평가하였다.

### 독일 역사학파 및 오스트리아 학파

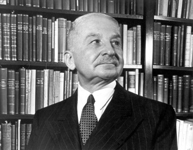
루트비히 폰 미제스

독일의 역사학파의 관점에 따르면 자본주의는 본질적으로 시장을 위한 생산 체계이다. 이들의 주장은 여러면에서 베버와 비슷한 측면이 있으나 시장과 화폐에 대한 인식이 다르다. 독일 역사학파는 자본주의의 형성을 본질적으로 화폐와 신용에 대한 제한이 있던 중세의 전통적 경제활동에서 근대 금융 체계로 변화하는 과정이었으며, 이러한 변화는 여러 복잡한 경로를 거치며 일어났다고 주장한다. 그들은 이러한 변화의 원인으로 이윤 추구를 지적한다.
19세기 말, 독일 역사학파로부터 오스트리아 학파가 분리하였다. 이러한 분리는 한계효용이론을 주창한 멩거에 의한 것이었다. 오스트리아 학파는 이후 20세기에 들어 영향력 있는 경제 학파로 자리잡았다.오스트리아 학파의 대표적 이론가인 슘페터는 시장이 지속적으로 변화하면서 일어나는 창조적 파괴를 자본주의의 특징으로 강조하였다. 슘페터는 제반 산업이 성장과 쇠퇴를 겪으면서 경제 규모가 성장함을 지적하면서 변화에 소극적인 산업은 결국 사라지고 적극적인 변화를 시도하는 산업이 성장을 지속할 수 있다고 기술하였다. 오스트리아 학파의 일원인 미제스와 하이에크는 20세기에 대두된 사회주의의 계획 경제를 비판하면서 시장 경제를 옹호하였다. 이들은 시장 경제만이 복잡한 현대 경제를 관리할 수 있다고 주장하였다.
오스트리아 학파는 세의 법칙, 즉 "공급이 수요를 창출한다"는 이론을 기반으로 공급자 주도의 경제를 실현하고자 하였다. 오스트리아 학파에게 있어 자본주의의 본질은 생산의 결정에 대해 국가의 개입을 배제하는 것이다.

### 케인즈 경제학

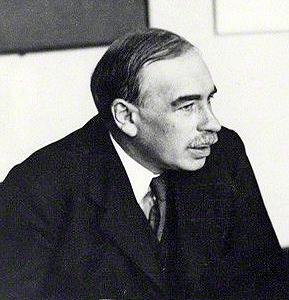
존 메이너드 케인스

1937년 영국의 경제학자 케인스가 《고용·이자 및 화폐의 일반이론》를 출판하였다. 그는 이 책에서 자본주의가 투자의 감소 국면에 접어들면 심각한 위기를 겪게 되는 것을 지적했다. 케인스는 높은 실업 상태에서도 자본주의 경제가 균형상태를 무한정 지속할 수 없음을 들어 세의 법칙을 반대했다. 그는 대공황과 같은 자본의 쇠퇴 국면에서 사람들은 새로운 상품이나 용역의 구입보다 유동자산을 더 선호하므로 자본의 쇠퇴가 더욱 커지는 악순환을 겪게 된다고 지적하면서 "어느 정도의 투자의 사회화"만이 이를 해결할 수 있다고 주장하였다.
케인스 경제학은 디플레이션과 실업을 해결하기 위해 정부가 경제에 적극적으로 개입하여야 한다고 주장하였으며, 1930년대 미국을 비롯한 여러 나라에서 대공황의 해결책으로 케인스의 이론을 수용하였다. 케인스 학파는 불경기를 해결하기 위한 방안으로 세금 감면, 국채의 발행, 경기 연착륙을 위한 지출 등 정부의 적자 지출 정책을 제안하였다. 이것은 정부가 인플레이션을 유발시킴으로써 사람들이 돈을 쓰게 만드는 방법이다.
스라파는 후일 케인스의 이론에 바탕을 둔 네오 케인스 학파를 세웠다. 스라파에게 자본주의는 생산 욕구에 기반한 생산자와 소비자간의 총체적인 사회 관계를 의미하는 것이었다. 스라파는 자본주의가 보다 높은 이윤을 추구하기에 역동적이나 동시에 그로 인한 사회 경제적 불안요소를 내포한다고 보았다.

### 신고전경제학과 시카고 학파
최근의 경제학 이론 가운데 신고전경제학이 미국을 중심으로 강한 영향력을 발휘하고 있다. 이들은 소유권의 유지에 초점을 두고 비교적 중립적인 형태를 보이는 정부 시책과 광범위한 시장 조정을 선호하며, 노동 시장 유연화, 대주주에 의한 기업 지배, 정부 금융보다는 자본 시장에 기반을 둔 자금 운용 등을 제안한다.
신고전경제학의 일파인 시카고 학파는 자유 시장 옹호와 통화주의로 널리 알려져 있다. 프리드먼은 시장은 외부의 간섭이 없다면 고유의 안정성을 유지한다고 보았으며, 불경기는 오로지 정부의 개입 때문이라고 주장하였다. 프리드먼은 대공황의 원인이 투자의 감소라는 케인스의 견해에 반대하여 연방준비제도의 통화 공급 감소 정책 때문이라고 보았다. 현재 연방준비제도의 의장인 버냉키는 프리드먼의 이러한 이론에 동의하는 것으로 알려져 있다.
신고전경제학은 오늘날 주류 경제학의 위치에 올랐다. 이들은 노동가치설을 부정하며 사람에 따라, 같은 사람이라도 때에 따라 가치가 달라진다는 가치의 주관성을 주장한다. 한계주의는 이러한 가치의 정도를 한계효용과 한계비용으로 설명한다. 이러한 관점에 따르면 자본가의 이윤 획득은 현재의 소비량, 위험의 선택, 생산의 조직에 의해 이루어진 것이다.
신고전경제학의 정치적 실현은 흔히 신자유주의로 불린다. 이들은 오늘날 세계화를 주창하고 있으며 많은 나라에서 강력한 정책결정권을 행사하고 있다. 그러나, 신고전경제학에 대한 비판역시 강한 영향력을 발휘하고 있다. 한국에서는 한미자유무역협정의 협상과정에서 신자유주의와 신고전경제학에 대한 찬반 양론이 격렬하게 벌어지기도 하였다.

## 역사
역사상 생산 수단의 사적 소유는 농업의 시작과 함께 제한적으로 존재하여 왔다. 일부 학자들은 중세의 길드를 자본주의적 관계의 맹아로 파악하기도 한다.(일례로 도제를 임금 노동자의 기원으로 파악하는 것) 그러나 중세 사회는 신분제에 의한 제한, 과도한 세금, 지역마다 부과되던 관세, 강제로 부과되는 고율의 이자 등으로 인해 이윤을 창출하기가 쉽지 않았다. 그럼에도 불구하고 18세기 영국에서 이러한 장애를 극복하고 이윤을 축적한 자본가가 등장하였으며 19세기에는 유럽에서 자본주의가 정착되었다.
일단의 학자들은 9세기에서 12세기에 걸친 칼리파 치하의 이슬람에서 상업 자본주의가 시작되었다고 보기도 한다. 이들은 단일한 화폐(디나르)에 의한 통화 체계의 성립, 활발한 금융 활동과 무역이 이루어진 시장 경제를 근거로 제시한다. 이 시기 이슬람에는 무역회사, 수표, 계약, 장거리 무역, 대기업, 동업, 유한회사와 같은 자본주의적 요소들이 성장해 있었다.
그러나, 현대 자본주의는 16세기 이후 유럽의 경제 체계 변화와 밀접한 연관이 있으며 특히 18세기 중엽 영국의 산업혁명에 힘입은 바가 크다.

### 중상주의
중상주의(重商主義)는 세계 경제와 무역의 총량이 불변이라는 가정 아래 자본의 공급에 의해 국가가 번영을 일으킬 수 있다는 경제 이론이다. 역사적으로는 15세기에서 18세기까지 유럽의 국가들에서 채택되었던 국내 산업의 보호와 해외 식민지 건설 등을 핵심 내용으로 하는 경제 정책들 역시 중상주의 또는 중상주의적 경제체제라 불린다. 중상주의를 경제 체제와는 별개의 것으로 파악하는 일부 학자도 있으나 대부분 중상주의를 초기 자본주의와 동일한 것으로 파악한다.

### 산업혁명
산업 혁명(産業革命, 영어: Industrial Revolution)은 18세기 중엽부터 19세기까지 영국에서 시작된 기술의 혁신과 이로 인해 일어난 사회, 경제 등의 큰 변혁을 일컫는다. 산업 혁명은 후에 전 세계로 확산되어 세계를 크게 바꾸어 놓게 된다. 산업 혁명이란 용어는 아널드 토인비가 《Lectures on the Industrial Revolution of the Eighteenth Century in England》에서 처음으로 사용했다.

### 19세기 말 20세기 초의 자본주의
19세기말 자본주의는 산업 자본주의에서 금융 자본주의로 전환한다. 금융 자본주의는 은행과 같은 금융 기관이 시장과 생산에 대한 주도권을 갖는 자본주의의 형태이다. 이러한 금융자본에 의한 기업 지배는 주식회사와 같은 기업형태를 발전시켰다.

### 대공황
대공황(大恐慌, 영어: the Great Depression, the Great Slump)은 1928년부터 일부 국가에서 일어나기 시작한 공황이 1929년 10월 24일 뉴욕 주식시장의 대폭락에 의한 이른바 검은 목요일에 의하여 촉발되어 세계로 확대된 전 세계적 공황을 의미한다. 이로 인하여 기업들의 도산, 대량 실업, 디플레이션 등이 초래되었다. 개별 국가경제가 밀접히 연결되어 있었고, 자본의 흐름도 자유로웠기 때문에 공황은 세계적 규모로 짧은 시간 내에 확대된 반면, 시장을 통제할 수 있는 규제는 그 당시 아직 발전되어 있지 못하여 피해의 규모는 걷잡을 수 없이 커졌다. 세계자본주의는 대공황에 의하여 1920년대의 황금기가 종언을 고하였다.

### 수정자본주의
대공황 이후 자본주의는 이제 세의 법칙과 같은 공급위주의 경제에 대한 확신을 유지할 수 없었으며 시장에 대한 정부의 개입을 적극 고려하게 되었다. 이 결과 케인스 경제학과 같은 적극적인 정부 주도의 경제를 도입했고, 이를 기존 자본주의와 구분하여 수정자본주의라 한다. 수정자본주의는 일정정도의 사회주의적 계획 경제를 자본주의에 도입하여 시장을 규제함으로써 투자의 유지와 불경기 국면에서의 시장 회복력을 얻고자 하였다. 또한, 수정,혼합자본주의는 무상의료와 무상교육 등 사회보장제도의 확충을 통한 사회 구성원의 인간다운 생활권의 보장을 도모하는 복지국가를 더 나은 국가 형태로 보았다.

### 신자유주의
1980년대 이후 대처, 레이건 등이 시작한 일련의 경제 정책은 정부의 개입을 최대한 억제하려고 하는 신고전경제학의 입장에 입각한 것이었으며 흔히 신자유주의로 불린다. 이러한 경제 정책은 현재까지 미국, 영국 등을 비롯한 제 나라에서 강력한 영향력을 발휘하기도 했지만 2008년을 기점으로 미국에서 경기 침체가 불어닥쳐 세계적으로 큰 위기를 맞았을 때 '분노하라', '점령하라'는 구호 아래 월가 점령 시위가 벌어지기도 했다.

## 같이 보기
- 주주자본주의
- 이해관계자 이론(en:Stakeholder theory, 이해관계자 자본주의)
- 공산주의
- 도시사회주의
- 천민 자본주의
- 경제민주화
- 사회적 기업
- 협동조합
- 반자본주의